# Міній
Мі́ній (дав.-гр. Μινύας) — орхоменський володар, родоначальник племені мініїв, син Посейдона і Евріанасси, батько Клімени і ряду героїв — епонімів міст Беотії. Походив з Лемносу. Мініїв деякі міфографи ототожнювали з аргонавтами, а Ясона вважали нащадком Мінія.
У сучасній науці мінії — умовна назва племен, які вдерлися на територію Середньої Греції на рубежі III — II тис. до н. е. Характерна сіра кераміка мініїв найраніше з'явилася в Орхомені (Беотія), де нібито жили нащадки Мінія.